# Larazneh
Larazneh (persiska: لرزنه) är en ort i Iran.   Den ligger i provinsen Mazandaran, i den norra delen av landet, 130 km öster om huvudstaden Teheran. Larazneh ligger 2 338 meter över havet och antalet invånare är 101.
Terrängen runt Larazneh är bergig åt nordväst, men åt sydost är den kuperad. Larazneh ligger uppe på en höjd. Runt Larazneh är det ganska glesbefolkat, med 34 invånare per kvadratkilometer. Närmaste större samhälle är Ālāsht, 2,4 km sydost om Larazneh. Trakten runt Larazneh består i huvudsak av gräsmarker.